# Idioma ghadamés
El idioma ghadames (en tamazight: Tamaziɣt n Ɣdames; en árabe: غدامس, ḡadāmis) también llamado ghadamsi o ghadamsino es una lengua bereber oriental que se habla en la ciudad oasis de Gadamés, en el distrito de Nalut, en Libia.

## Investigación
Los materiales para el estudio del idioma ghadamés fueron reunidos por dos lingüistas. Los primeros materiales se publicaron en 1903 y 1904 por Adolphe de Calassanti Motylinski (1854-1907). Una fuente más abundante y fiable es proporcionada por las obras del padre blanco Jacques Lanfry, que se quedó en Gadamés de 1944 a 1945 y que publicó sus principales obras en 1968 y 1973. No se han llevado a cabo nuevas investigaciones en el sitio desde entonces. Recientemente, Kossmann (2013) ha publicado una gramática moderna de ghadamés basada en los materiales de Lanfry. 

### Número de hablantes
Lanfry menciona el número de 4000 hablantes como una estimación optimista. El número actual de hablantes no se conoce con exactitud.  Ethnologue citaba el número en 10 000 hablantes en 2006, con otros 2.000 viviendo fuera del área. Sin embargo, el número de 10 000 refleja el número total de habitantes de Gadamés, y todos ellos no son hablantes nativos de ghadamés. Además, el número de 2000 hablantes emigrantes está basado en una fuente muy antigua. Ethnologue clasifica al gadamés como una lengua como amenazada.

### Lengua
El ghadamés constituye una lengua amazigh, conservando diversas características morfológicas y fonológicas únicas, el léxico ghadamés, según lo registrado por Lanfry, muestra relativamente poca influencia del idioma árabe, aún no existe un consenso sobre la clasificación del ghadamés dentro del grupo de las lenguas amaziges. Alexandra Aikhenvald y Alexander Militarev (1984) lo clasifican entre las lenguas amaziges orientales y Martin Kossmann (1999) lo agrupa específicamente con la lengua awjila. Ethnologue lo clasifica como una lengua zenati oriental.

## Fonología

### Consonantes
Como en otras lenguas amaziges y en el árabe, el ghadamés tiene consonantes dentales faringealizadas («enfáticas») y planas.  La geminación es contrastiva.  Las consonantes listadas entre paréntesis sólo ocurren muy esporádicamente. 

### Vocales
La mayoría de lenguas amaziges tienen sólo tres fonemas vocálicos. El ghadamés y el idioma tamashek, tienen siete vocales.